# Palatinus

A Palatinus és a hat másik domb elhelyezkedése

A Palatinus a mai Róma egy városrésze, az ókori Róma hét dombjának egyike.

## A Palatinus az ókorban
Nevének eredete vitatott. Római mondák egy mitikus ókori városhoz, Pallantium-hoz kapcsolják eredetét, melyet Pallasz Athénéről neveztek volna el. Lehetséges, hogy a név etruszk eredetű, a falad szóból és égbolt a jelentése.
Az ősi Roma quadrata területe a Mons Palatinust (Palatinus-domb) foglalta el. Legrégibb emlékei közé tartozott a Lupercal és Romulus ismeretlen fekvésű, szalmával fedett fakunyhója (Casa Romuli), a melyet eredeti állapotában tartottak fenn. A Lupercal közelében állott az ikreket szoptató nőstényfarkasnak egy ősrégi bronzszobra, valószínűleg a mai Palazzo dei Conservatori múzeumának egyik emléke. 
Ismeretlen fekvésű a Curiae veteres, ahol a királyok korában és a köztársaság elején a comitia curiatát tartották (talán a Palatinus északkeleti sarkánál), és a Salius papok helyisége, a curia Saliorum is.
Templomai közül legrégibbnek Victoria templomát tartották (fekvése ismeretlen), melytől nevét nyerte a clivus Victoriae. i. e. 191-ben készült el a pessinusi meteorkő megőrzésére szolgáló Templum Matris Magnae, a melynek felszentelésekor előadták Plautus Pseudolusát. Jupiter Victor temploma építésére 295-ben a Sentinum mellett vívott csatában Fabius Maximus tett fogadalmat. Apollo templomát i. e. 28-ban építette Augustus császár a Palatinus északkeleti sarkán; egészen i. e. 363-ig állott, több ízben ülésezett benn a szenátus. Areáját a porticus Apollinis vette körül. A Lares tiszteletére emelt kis szentély (Sacellum Larum) a regio (városrész) északnyugati sarkán volt. 
A köztársaság végéig a Palatinus tele volt előkelő magánházakkal, melyek közül csak egy romjai maradtak meg elég jó állapotban, Tiberius császár atyjának, Tiberius Claudius Nerónak és feleségének Liviának a háza érdekes falfestményekkel.
A császárok pazar fényű és óriási kiterjedésű palotaépítkezései foglalták el a regio területének legnagyobb részét. Augustus több magánházat megvásárolt, s azok helyére építtette palotáját (Domus Augustana), melynek szomszédságában, a Palatinus északnyugati sarkára építtetett Tiberius (Domus Tiberiana). Caligula híddal kötötte össze az utóbbit a Capitoliummal, mely hidat azonban utódai eltávolíttattak. A Flaviusok e palotákat bővítették ki, különösen Domitianus terjesztette ki Augustus palotáját egészen a Palatinus délkeleti sarkáig, kiegészítve az épületet egy alakjáról Stadiumnak vagy Hippodromusnak nevezett díszkerttel. 
A palota délkeleti sarka elé, a via Appiával szemben építtette Septimius Severus a Septizionium nevű díszes kétemeletes, 31 méter magas oszlopcsarnokot. Ezek a paloták és hozzájuk kapcsolódó épületek függelékeik a Palatinus szabad terét (area Palatina) jelentékenyen megszűkítették.
Számos nyelvben, így a magyarban is a palota kifejezés a Palatinus nevéből származik.

## A Palatinus napjainkban
Máig fennmaradt épületek és romok az egykori Palatinuson: 
- Stadium
- Domus Augustana
- Domus Flavia
- Cryptoporticus
- Livia háza
- Romulus kunyhói
- Cybele temploma
- Farnese-kert
- Septimius Severus palotája és fürdője

A Palatinuson talált ősi emlékek egy részét a Palatinus Múzeum őrzi, amelyet egy zárda épületéből alakítottak ki.